# Leptotarsus (Macromastix) humilis
Leptotarsus (Macromastix) humilis is een tweevleugelige uit de familie langpootmuggen (Tipulidae). De soort komt voor in het Australaziatisch gebied.